# Top Gamers Academy
Top Gamers Academy (también conocido por sus siglas, TGA) fue un programa de televisión de España que se emite los domingos a las 21:00 en Neox y Atresplayer. Es un reality-talent show sobre deportes electrónicos, presentado por Jordi Cruz, donde 21 concursantes conviven durante 8 semanas en una academia jugando a videojuegos, principalmente de PlayStation 4 y de dispositivos móviles

## Formato y mecánica
En Top Gamers Academy, hay 21 concursantes oficiales pero son 18 los que entraran a la academia divididos en 3 equipos donde conviven durante 8 semanas centrando su formación en Fortnite, Gran Turismo y Clash Royale. Asimismo, cuentan con tres mentores escogidos entre los creadores de contenido para liderar cada uno de los equipos con ayuda de sus mánagers y vivirán permanentemente sometidos a la presión del ranking que cambiará día a día. Este ranking se formará por la suma de los resultados de Clash Royale, Fortnite, Gran Turismo y popularidad.
Al final de la semana el equipo de mayor puntuación se salva y el último clasificado del segundo equipo y los dos últimos del equipo que quede en tercer lugar formarán los 3 nominados. Durante las tres primeras semanas el público decidirá quién es el que abandona la academia y será reemplazado por un nuevo concursante y a partir de la cuarta semana ya no habrá reemplazos de concursantes donde habrá tres expulsiones cada semana.

## Equipo
| Equipo     | Posición           | Profesión                              | Ediciones |
| ---------- | ------------------ | -------------------------------------- | --------- |
| Jordi Cruz | Presentador        | Presentador de televisión              | 1.ª       |
| Rubius     | Mentor             | YouTuber y streamer en Twitch          | 1.ª       |
| TheGrefg   | Mentor             | YouTuber y streamer en Twitch          | 1.ª       |
| Willyrex   | Mentor             | YouTuber                               | 1.ª       |
| Mangel     | Asesor de Rubius   | YouTuber                               | 1.ª       |
| Ampeter    | Asesor de TheGrefg | YouTuber y streamer en Twitch          | 1.ª       |
| Fargan     | Asesor de Willyrex | YouTuber y Streamer de Facebook Gaming | 1.ª       |

### Claustro de la academia y comentaristas
- Ana Oliveras, Anouc: directora de la academia. Tiene estudios en Comunicación Audiovisual y es jugadora profesional de eSports.
- Lucas Ordóñez: profesor de Gran Turismo.
- Carlota de Solís: profesora de Clash Royale.
- Gemma Manzanero: profesora de interpretación e historia de los videojuegos.
- Iñigo Jordana: profesor de Inglés.
- Suja: streamer, profesor de Fortnite y encargados de retransmitir en directo (castear) los torneos una vez a la semana.
- Axel Martínez, AxeeL: Caster de los torneos diarios.

## Primera edición (2020)
- 4 de octubre de 2020 - 29 de noviembre de 2020 (56 días).

El programa se anunció el 27 de septiembre de 2019 en la página web de Gestmusic y se presentó oficialmente el 3 de octubre en el stand de PlayStation de la feria Madrid Games Week.
El primer casting fue el 22 de diciembre de 2019 en Madrid y el segundo, el 18 de enero de 2020 en Barcelona. En esos dos castings, el jurado profesional que seleccionó a quienes pasarían a la última fase estuvo formado por Carlota de Solís como ojeadora de Clash Royale, Quique Mencía como ojeador de Gran Turismo y Suja como ojeador de Fortnite. El último casting, donde se seleccionó a los concursantes que entrarían a la academia, se celebró el 27 de agosto de 2020, después de varios retrasos por la pandemia de COVID-19. La academia se encuentra localizada en uno de los edificios de los estudios de Gestmusic, en el pueblo de San Justo Desvern, Cataluña, y el reality se estrenó el domingo 4 de octubre de 2020 en Neox y Twitch.

### Concursantes
| Nombre                   | Alias         | Procedencia             | Edad    | Duración | Ranking final     |
| ------------------------ | ------------- | ----------------------- | ------- | -------- | ----------------- |
| Alba Carvajal            | Alba Vicius   | Melilla                 | 28 años | 56 días  | Ganadores         |
| Ekaitz Viscarolasaga     | Eka_2310      | Galapagar               | 20 años | 56 días  | Ganadores         |
| Marc Anduix              | MAPXMEN       | Barcelona               | 22 años | 56 días  | Ganadores         |
| Carlos García Prieto     | Zeepos        | Madrid                  | 24 años | 56 días  | 2.os clasificados |
| Irene Bailón             | Irene Fields  | Granada                 | 24 años | 56 días  | 2.os clasificados |
| Pol Tolosa               | TOLOSA23      | Gerona                  | 22 años | 56 días  | 2.os clasificados |
| Gerard Pous              | Stark         | Villafranca del Panadés | 22 años | 56 días  | 3.os clasificados |
| Pedro Sánchez            | Nik           | Vigo                    | 22 años | 42 días  | 3.os clasificados |
| Antonio Toni Cortés      | Toni Cortés   | Barcelona               | 24 años | 56 días  | 3.os clasificados |
| Anás Eziani              | ElSkipler     | Madrid                  | 20 años | 49 días  | 12.° expulsado    |
| José Luis Pepelu Lavilla | Pepelu_Lav    | Pamplona                | 20 años | 49 días  | 11.° expulsado    |
| Sheila López Montoya     | RubySky       | Sabadell                | 18 años | 49 días  | 10.ª expulsada    |
| Alejandro López          | ZUNK          | Málaga                  | 27 años | 42 días  | 9.° expulsado     |
| Blanca Yugueros          | onlycopycat   | León                    | 25 años | 42 días  | 8.ª expulsada     |
| Paula Olivia Anca        | Oliv Liv      | Sabadell                | 29 años | 42 días  | 7.ª expulsada     |
| Iván Molina              | Bruce Wayneiv | Elda                    | 20 años | 35 días  | 6.° expulsado     |
| Silvia Tomey             | Silsil        | Madrid                  | 26 años | 35 días  | 5.ª expulsada     |
| Melody Rodríguez         | Lilwicca7     | Badajoz                 | 26 años | 14 días  | 4.ª expulsada     |
| Raquel J. Sánchez        | PerryMcQueen  | Vigo                    | 26 años | 21 días  | 3.ª expulsada     |
| Angie Fernández          | Chuca         | Córdoba                 | 24 años | 14 días  | 2.ª expulsada     |
| Verónica Araya           | Arya Croft    | Barcelona               | 28 años | 7 días   | 1.ª expulsada     |

### Seguimiento
|               | Gala 1 | Gala 2    | Gala 3    | Gala 4    | Gala 5  | Gala 6     | Gala 7     | Gala 8     | Final        |
| ------------- | ------ | --------- | --------- | --------- | ------- | ---------- | ---------- | ---------- | ------------ |
| Eka_2310      | Entra  | Inmune    | Inmune    | Salvado   | Exentos | Salvado    | Salvado    | Finalistas | Ganadores    |
| Alba Vicius   |        | Entra     | Salvada   | Inmune    | Exentos | Salvada    | Salvada    | Finalistas | Ganadores    |
| MAPXMEN       | Entra  | Inmune    | Salvado   | Inmune    | Exentos | Salvado    | Salvado    | Finalistas | Ganadores    |
| Irene Fields  | Entra  | Salvada   | Salvada   | Salvada   | Exentos | Salvada    | Salvada    | Finalistas | Subcampeones |
| TOLOSA23      | Entra  | Salvado   | Inmune    | Inmune    | Exentos | Salvado    | Salvado    | Finalistas | Subcampeones |
| Zeepos        | Entra  | Inmune    | Salvado   | Inmune    | Exentos | Salvado    | Salvado    | Finalistas | Subcampeones |
| Stark         | Entra  | Salvado   | Inmune    | Salvado   | Exentos | Salvado    | Salvado    | Finalistas | Terceros     |
| Toni Cortés   | Entra  | Salvado   | Salvado   | Salvado   | Exentos | Salvado    | Salvado    | Finalistas | Terceros     |
| Nik           |        |           | Entra     | Salvado   | Exentos | Salvado    | Salvado    | Finalistas | Terceros     |
| ElSkipler     | Entra  | Inmune    | Salvado   | Salvado   | Exentos | Salvado    | Salvado    | Expulsados |              |
| Pepelu_Lav    | Entra  | Salvado   | Salvado   | Salvado   | Exentos | Salvado    | Nominado   | Expulsados |              |
| RubySky9      | Entra  | Inmune    | Inmune    | Salvada   | Exentos | Salvada    | Nominada   | Expulsados |              |
| ZUNK          | Entra  | Salvado   | Inmune    | Inmune    | Exentos | Nominado   | Expulsados |            |              |
| onlycopycat   | Entra  | Nominada  | Nominada  | Nominada  | Exentos | Nominada   | Expulsados |            |              |
| Oliv Liv      | Entra  | Salvada   | Inmune    | Nominada  | Exentos | Salvada    | Expulsados |            |              |
| Bruce Wayneiv | Entra  | Salvado   | Salvado   | Salvado   | Exentos | Expulsados |            |            |              |
| Silsil        | Entra  | Inmune    | Salvada   | Inmune    | Exentos | Expulsados |            |            |              |
| Lilwicca7     |        |           |           | Entra     | Exentos | Expulsados |            |            |              |
| PerryMcQueen  | Entra  | Salvada   | Nominada  | Expulsada |         |            |            |            |              |
| Chuca         | Entra  | Nominada  | Expulsada |           |         |            |            |            |              |
| Arya Croft    | Entra  | Expulsada |           |           |         |            |            |            |              |

     El concursante entra en la Academia
     El concursante no estaba en la Academia
     Inmune al quedar su equipo, esa semana, en primer lugar del ranking
     Salvado de la semana
     Nominado pero salvado por el público
     Nominado pero salvado por sus compañeros
     Nominado pero salvado por sus Team Owner y Manager
     Finalista elegido/a por su Team Owner y Manager
     Eliminado de la semana
     Equipo clasificado en tercer lugar
     Equipo clasificado en segundo lugar
     Equipo ganador de Top Gamers Academy

### Puntuaciones semanales
|               | Semana 1 | Semana 1 | Semana 2  | Semana 2  | Semana 3  | Semana 3  | Semana 4  | Semana 4  | Semana 5 | Semana 5 | Semana 6   | Semana 6   | Semana 7   | Semana 7   | Semana final | Semana final |
| Team          | Puntos   | Team     | Puntos    | Team      | Puntos    | Team      | Puntos    | Team      | Puntos   | Team     | Puntos     | Team       | Puntos     | Team       | Puntos       |              |
| ------------- | -------- | -------- | --------- | --------- | --------- | --------- | --------- | --------- | -------- | -------- | ---------- | ---------- | ---------- | ---------- | ------------ | ------------ |
| Eka_2310      | Rubius   | 220      | Willyrex  | 158       | Willyrex  | 129       | Willyrex  | 97        | Willyrex | 115      | Willyrex   | 95         | Willyrex   | 87         | Willyrex     | 150          |
| Alba Vicius   |          |          | TheGrefg  | 89        | Rubius    | 76        | Willyrex  | 114       | Willyrex | 107      | Willyrex   | 78         | Willyrex   | 63         | Willyrex     | 110          |
| MAPXMEN       | Rubius   | 154      | Rubius    | 147       | Rubius    | 129       | Rubius    | 140       | Willyrex | 149      | Willyrex   | 123        | Willyrex   | 113        | Willyrex     | 70           |
| Irene Fields  | TheGrefg | 213      | TheGrefg  | 103       | TheGrefg  | 90        | Rubius    | 72        | Rubius   | 142      | Rubius     | 88         | Rubius     | 60         | Rubius       | 110          |
| TOLOSA23      | Willyrex | 192      | Willyrex  | 116       | Rubius    | 129       | TheGrefg  | 96        | Rubius   | 129      | Rubius     | 91         | Rubius     | 53         | Rubius       | 100          |
| Zeepos        | Rubius   | 250      | Rubius    | 131       | Rubius    | 170       | Rubius    | 141       | Rubius   | 142      | Rubius     | 100        | Rubius     | 68         | Rubius       | 100          |
| Stark         | Willyrex | 162      | Willyrex  | 131       | Willyrex  | 130       | Willyrex  | 144       | TheGrefg | 159      | TheGrefg   | 109        | TheGrefg   | 101        | TheGrefg     | 130          |
| Toni Cortés   | TheGrefg | 236      | TheGrefg  | 127       | TheGrefg  | 144       | TheGrefg  | 140       | TheGrefg | 109      | TheGrefg   | 95         | TheGrefg   | 82         | TheGrefg     | 80           |
| Nik           |          |          |           |           | TheGrefg  | 108       | TheGrefg  | 105       | TheGrefg | 113      | TheGrefg   | 116        | TheGrefg   | 70         | TheGrefg     | 50           |
| ElSkipler     | Rubius   | 234      | Rubius    | 125       | Willyrex  | 114       | Rubius    | 135       | Rubius   | 112      | Rubius     | 83         | Rubius     | 66         | Expulsados   | Expulsados   |
| Pepelu_Lav    | Willyrex | 213      | TheGrefg  | 126       | TheGrefg  | 101       | Willyrex  | 108       | TheGrefg | 116      | TheGrefg   | 100        | TheGrefg   | 59         | Expulsados   | Expulsados   |
| RubySky9      | Rubius   | 140      | Willyrex  | 72        | Willyrex  | 66        | TheGrefg  | 78        | Willyrex | 87       | Willyrex   | 65         | Willyrex   | 45         | Expulsados   | Expulsados   |
| ZUNK          | TheGrefg | 154      | Willyrex  | 70        | Rubius    | 80        | Rubius    | 93        | Rubius   | 110      | Rubius     | 88         | Expulsados | Expulsados |              |              |
| onlycopycat   | TheGrefg | 100      | TheGrefg  | 67        | Willyrex  | 38        | TheGrefg  | 53        | TheGrefg | 45       | Willyrex   | 47         | Expulsados | Expulsados |              |              |
| Oliv Liv      | Willyrex | 130      | Willyrex  | 86        | TheGrefg  | 82        | TheGrefg  | 89        | TheGrefg | 70       | TheGrefg   | 43         | Expulsados | Expulsados |              |              |
| Bruce Wayneiv | Willyrex | 180      | Rubius    | 97        | Willyrex  | 107       | Willyrex  | 102       | Willyrex | 76       | Expulsados | Expulsados |            |            |              |              |
| Silsil        | Rubius   | 103      | Rubius    | 59        | Rubius    | 63        | Willyrex  | 59        | Willyrex | 56       | Expulsados | Expulsados |            |            |              |              |
| Lilwicca7     |          |          |           |           |           |           | Rubius    | 37        | Rubius   | 39       | Expulsados | Expulsados |            |            |              |              |
| PerryMcQueen  | TheGrefg | 145      | TheGrefg  | 70        | TheGrefg  | 53        | Expulsada | Expulsada |          |          |            |            |            |            |              |              |
| Chuca         | Willyrex | 113      | Rubius    | 35        | Expulsada | Expulsada |           |           |          |          |            |            |            |            |              |              |
| Arya Croft    | TheGrefg | 69       | Expulsada | Expulsada |           |           |           |           |          |          |            |            |            |            |              |              |

## Audiencias

### TGA2020
| Programas emitidos | Programas emitidos      | Programas emitidos | Programas emitidos |
| N.º de gala        | Fecha de emisión        | Audiencia          | Share              |
| ------------------ | ----------------------- | ------------------ | ------------------ |
| 1                  | 4 de octubre de 2020    | 279.000            | 1,6%               |
| 2                  | 11 de octubre de 2020   | 123.000            | 0,8%               |
| 3                  | 18 de octubre de 2020   | 129.000            | 0,8%               |
| 4                  | 25 de octubre de 2020   | 83.000             | 0,5%               |
| 5                  | 1 de noviembre de 2020  | 101.000            | 0,6%               |
| 6                  | 8 de noviembre de 2020  | 119.000            | 0,6%               |
| 7                  | 15 de noviembre de 2020 | 96.000             | 0,5%               |
| 8                  | 22 de noviembre de 2020 | 95 000             | 0,5%               |
| 9                  | 29 de noviembre de 2020 | 380.000            | 0,7%               |

## Palmarés
En orden, de arriba abajo, equipo ganador, su mentor y favorito (Mejor Gamer) elegido por la audiencia
| Edición  | Ganadores                    | Subcampeones                   | Terceros                 |
| TGA 2020 | Topo-RatonesWillyrexEka_2310 | Lemon SharksRubiusIrene Fields | CalvallerosTheGrefgStark |
| -------- | ---------------------------- | ------------------------------ | ------------------------ |